# Palazzo Quesada di San Sebastiano
Il Palazzo Quesada di San Sebastiano è un edificio sassarese del XIX secolo.

## La storia
Il Palazzo Quesada di San Sebastiano è appartenuto solo per metà al ramo cadetto della famiglia che ottenne il titolo di Marchese di San Sebastiano e Conte di San Pietro nel 1824. È stato progettato da Giuseppe Cominotti, Marchesi e Bossi. È stata completata nel 1847 come si evince da una lastra marmorea visibile da Via Duomo nel prospetto posteriore all'ultimo piano.